# Головецька сільська рада (Старосамбірський район)
Головецька сільська рада — орган місцевого самоврядування у Старосамбірському районі Львівської області. Адміністративний центр — село Головецько.

## Загальні відомості
Головецька сільська рада утворена в 1939 році. Водоймища на території, підпорядкованій даній раді: річка Дністер.

## Населені пункти
Сільській раді підпорядковані населені пункти:
- с. Головецько
- с. Бабино
- с. Гвоздець

## Склад ради
Рада складається з 16 депутатів та голови.

### Керівний склад попередніх скликань
| ПІБ                        | Основні відомості                                                                              | Дата обрання | Дата звільнення |
| -------------------------- | ---------------------------------------------------------------------------------------------- | ------------ | --------------- |
| Катрич Михайло Миколайович | Сільський голова, 1956 року народження, освіта середня спеціальна, член Народного Руху України | 26.03.2006   | 31.10.2010      |
| Катрич Михайло Миколайович | Сільський голова, 1956 року народження, освіта середня спеціальна, безпартійний                | 31.10.2010   |                 |

Примітка: таблиця складена за даними джерела